# المرأة الإفريقية في الهندسة

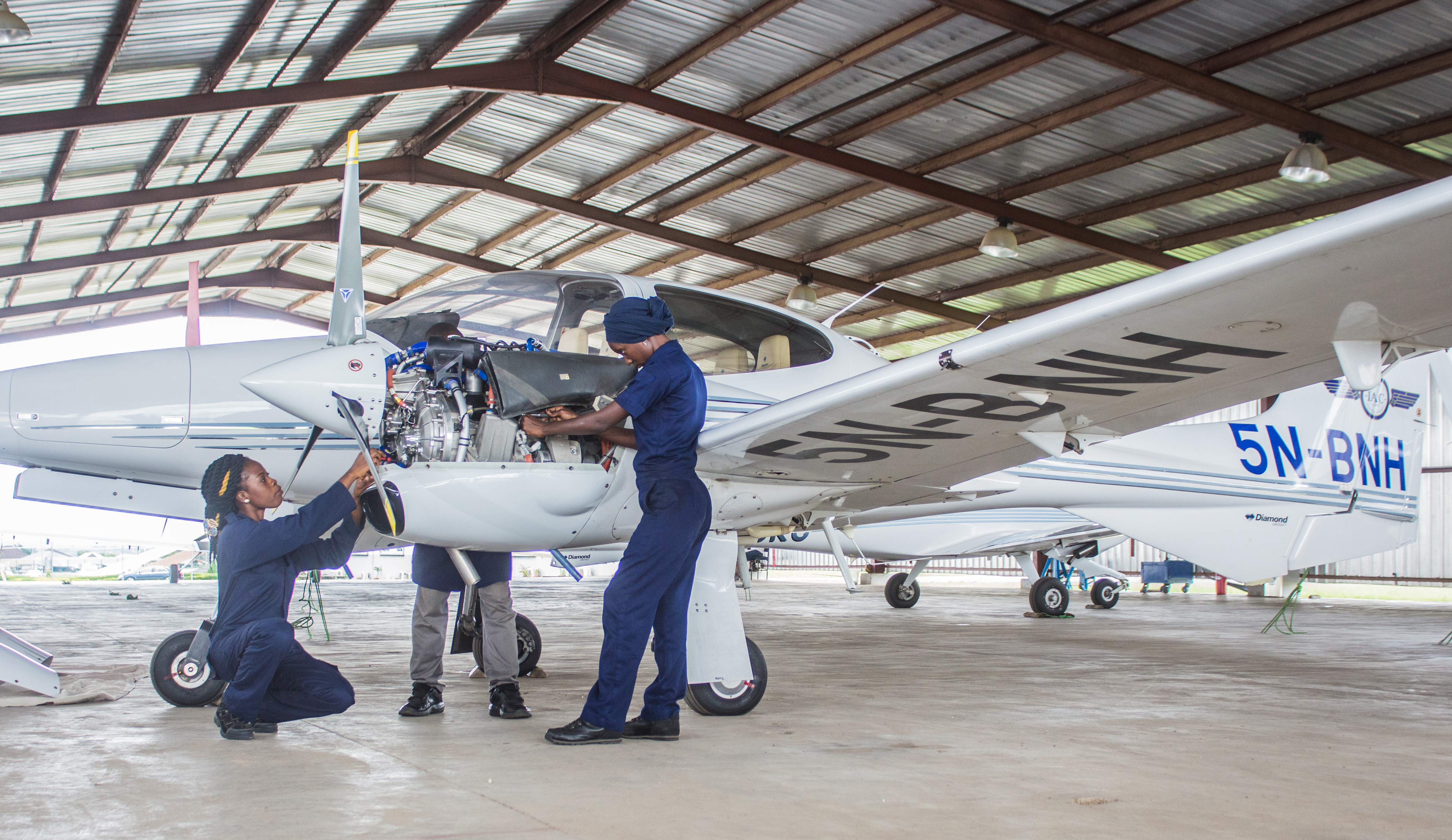
مهندسات طائرات، ولاية كوارا، نيجيريا

على مستوى دول العالم، لا تحظى النساء بتمثيل كافٍ إلى حد كبير في المجالات المرتبطة بالعلوم والتكنولوجيا والهندسة والرياضيات؛ وينتشر هذا التمثيل المنخفض بشكل خاص في قارة أفريقيا حيث تمثل النساء أقل من 20% من القوى العاملة في هذه المجالات الاربعة. النساء الأفريقيات العاملات في مجالات الهندسة والعلوم والتكنولوجيا والهندسة والرياضيات أكثر عرضة للتمييز وتقليل قيمتهن في البلدان الأفريقية.
وبغض النظر عن هذا الافتقار إلى التمثيل في العمل المتعلق بالعلوم والتكنولوجيا والهندسة والرياضيات، فهناك العديد من المهندسات المهمات من مختلف أنحاء القارة. ايضا تعمل عدد من المنظمات داخل أفريقيا وخارجها على تقليل التفاوت داخل القوى العاملة.

## نساء أفريقيات بارزات في مجال الهندسة

### شمال افريقيا

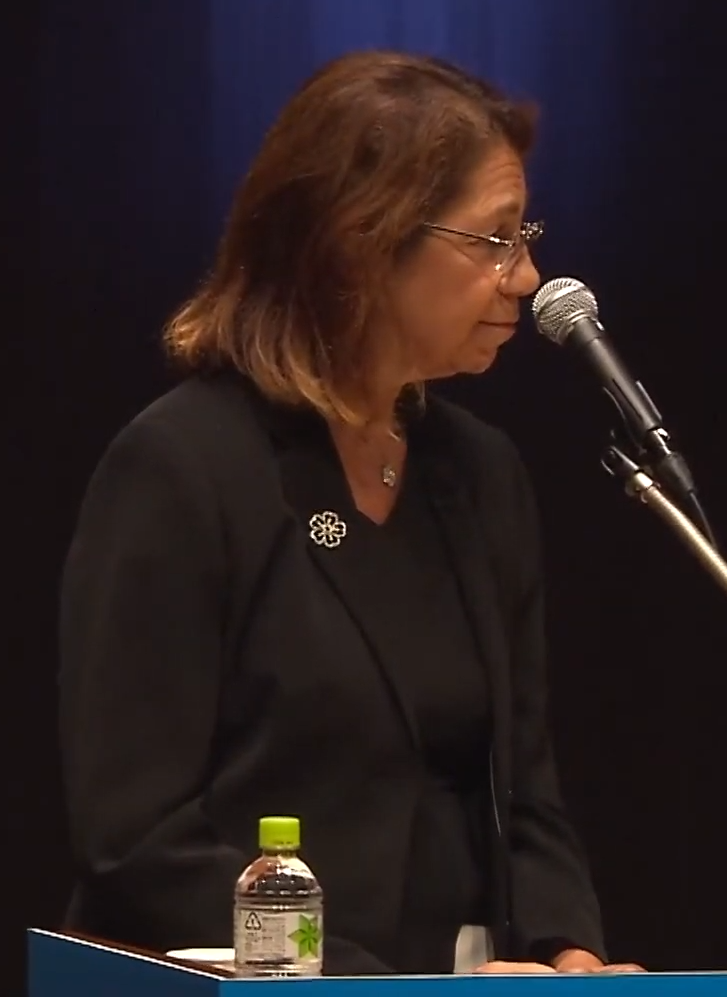
عاقصة البحري

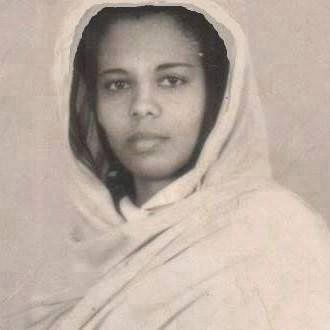
زينب العبيد يوسف

تيسير أبو النصر هي مهندسة كهربائية من مصر.  حصلت على درجة البكالوريوس من جامعة القاهرة والماجستير والدكتوراه من جامعة كوينز، كينغستون، كندا. كانت في السابق عميدة كلية العلوم التطبيقية في كلية الهندسة بجامعة كولومبيا البريطانية، وكذلك عميدة كلية الهندسة في جامعة أوتاوا.
عاقصة البحري هي مهندسة زراعية من تونس وأستاذة سابقة في المعهد الوطني الزراعي في تونس. درست في المعهد الوطني للبوليتكنيك في تولوز للحصول على درجة الدكتوراه في الهندسة، ثم حصلت على درجة الدكتوراه من جامعة لوند في السويد في هندسة الموارد المائية. 
نجلاء بودن عالمة جيولوجيا من تونس وتشغل منصب رئيسة وزراء تونس الحالية.  حصلت على درجة الدكتوراه في الهندسة الجيولوجية من مدرسة المناجم في باريس.  وقد عينها الرئيس رئيسة للوزراء، وتولت منصبها في 11 أكتوبر 2021، لتصبح أول امرأة تتولى منصب رئيس الوزراء في العالم العربي. 

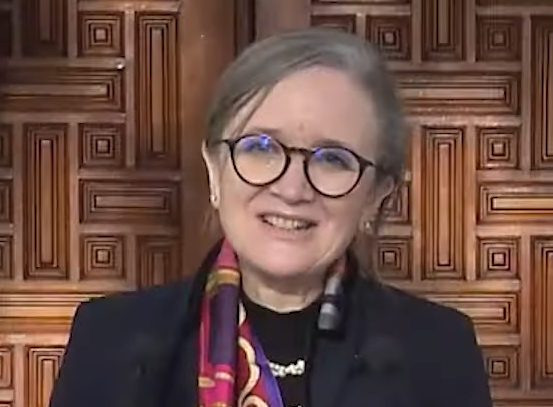
نجلاء بودن

زينب العبيد يوسف كانت مهندسة طائرات سودانية.  حصلت على درجة الماجستير في هندسة الطيران من جامعة كينغستون في عام 1995.  كانت أول امرأة تحصل على هذه الدرجة.
عواطف حامد هي مهندسة طيران من مصر. وهي باحثة حاليًا في جامعة سينسيناتي، تدرس تكنولوجيا المحركات النفاثة. الدكتورة حامد هي أول امرأة ترأس قسم الطيران في الكلية. بدأت كرئيسة لمدرسة أنظمة الطيران في جامعة سينسيناتي في عام 2001 بعد دراستها هناك بنفسها في عام 1968. حصلت على تقدير دولي لأبحاثها التي فحصت شفرات مراوح التوربينات وتآكلها بسبب جزيئات الهواء. حصلت على أكثر من 25 مليون دولار في التمويل من جوائز أوهايو للباحثين في عام 2008..

### شرق افريقيا

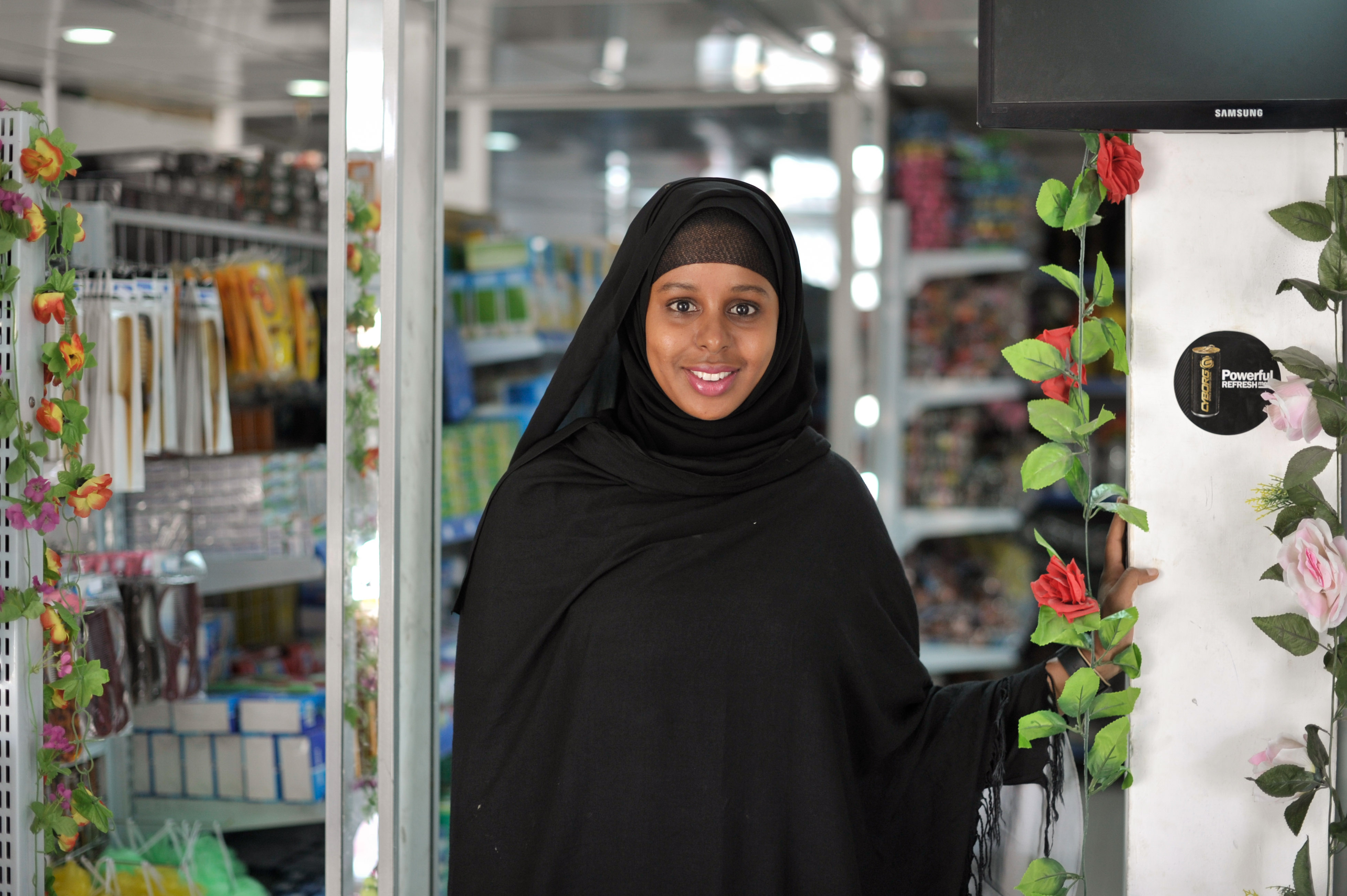
نصرة عقيل

الدكتورة ماري شانتال سيولينيانا

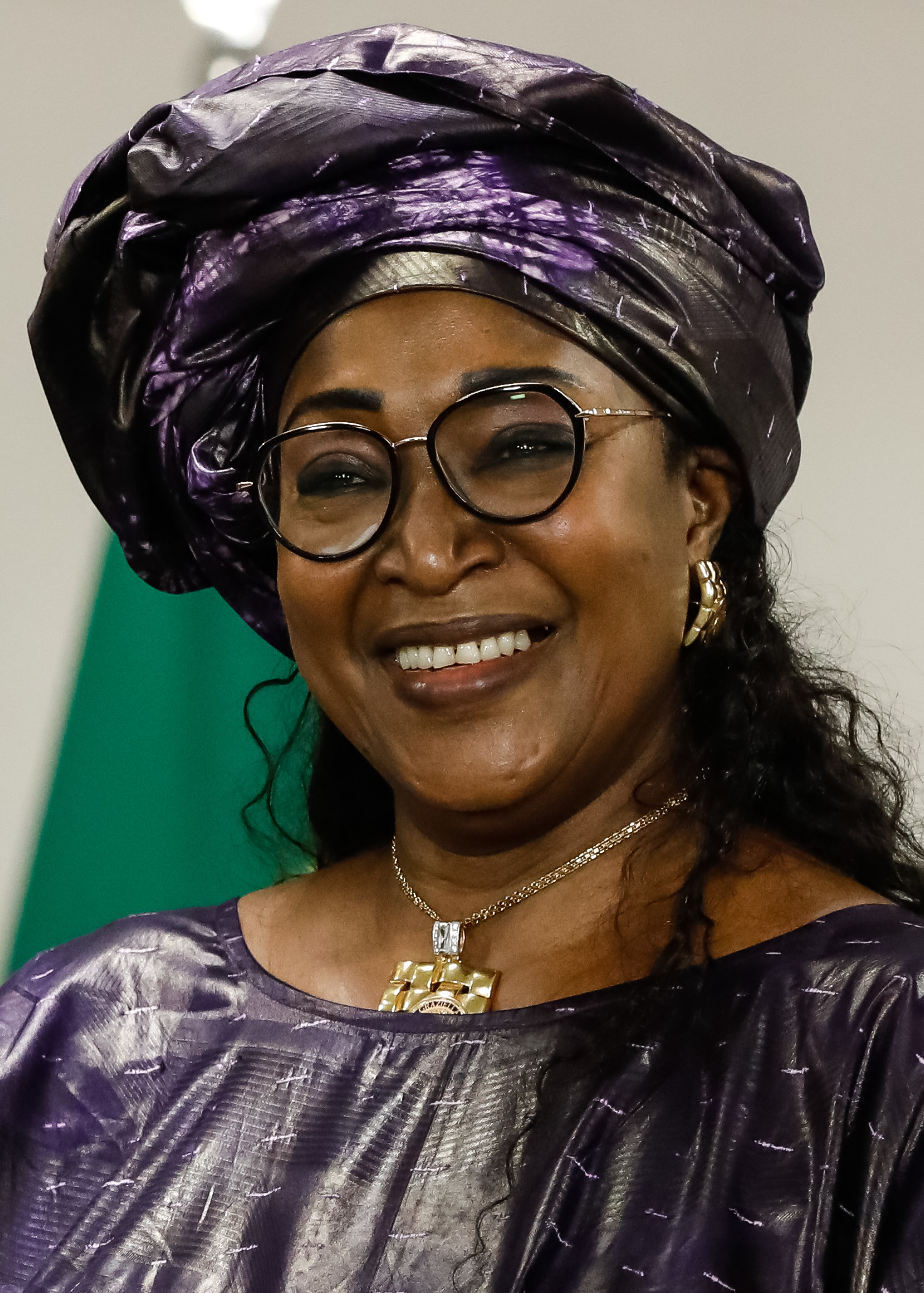
نداي تيكي نداي ديوب

نصرة عقيل هي مهندسة مدنية من الصومال وتحمل الجنسية الكندية.  حصلت على درجة البكالوريوس في الهندسة المدنية من جامعة رايرسون، مما يمثل إحدى الحالات الأولى المسجلة لامرأة من أصل صومالي تحصل على درجة في الهندسة في كندا. 
الدكتورة جيرترود موانجالا أكابيلا هي مهندسة أنظمة آي بي إم من زامبيا. حصلت على درجة البكالوريوس في الرياضيات والتعليم من جامعة زامبيا، ودرجة الماجستير في الإدارة العامة من جامعة هارفارد، ودكتوراه في التعليم العالي من جامعة ليفربول. ساعدت في تأسيس جامعة فيكتوريا فولز للتكنولوجيا وتشغل حاليًا منصب نائب رئيسها.
ويني بيانيما Winnie Byanyima هي مهندسة طيران من اوغندا. حصلت على درجة البكالوريوس في هندسة الطيران من جامعة مانشستر. أصبحت أول امرأة أوغندية تحصل على درجة في هذا المجال؛ حصلت على درجة الماجستير في الهندسة الميكانيكية من جامعة كرانفيلد. تعمل حاليًا كمديرة تنفيذية لبرنامج الأمم المتحدة المشترك لمكافحة الإيدز بعد تعيينها في عام 2019.
ناتالي باييدا جابانجوي Natalie Payida Jabangwe هي مهندسة كمبيوتر من زيمبابوي. حصلت على درجة البكالوريوس في هندسة الكمبيوتر من جامعة ميدلسكس ودرجة الماجستير في إدارة الأعمال من إمبريال كوليدج لندن. أطلق عليها معهد فرنسي لقب واحدة من "100 من قادة الاقتصاد الأفارقة للغد" في عام 2018.
جيرماين كامايريز هي مهندسة كهروميكانيكية رواندية. حصلت على درجة البكالوريوس في الهندسة الميكانيكية الكهربائية من معهد كيغالي للعلوم والتكنولوجيا وحصلت على درجة الماجستير في إدارة الاتصالات من معهد كيغالي للعلوم والتكنولوجيا وجامعة كوفنتري. في عام 2014، تم تعيينها وزيرة دولة للبنية التحتية للطاقة والمياه والصرف الصحي؛ حيث أدارت جهود الصرف الصحي وإنتاج الطاقة وغيرها من جوانب البنية التحتية في رواندا.
فراني لوتييه Frannie Léautier هي مهندسة مدنية من تنزانيا. حصلت على درجة البكالوريوس في الهندسة المدنية من جامعة دار السلام، ودرجة الماجستير في النقل، ودرجة الدكتوراه في الهندسة المدنية من معهد ماساتشوستس للتكنولوجيا. من أوائل التسعينيات إلى أواخر العقد الأول من القرن الحادي والعشرين، عملت لدى البنك الدولي وتولت مسؤولية معهد البنك الدولي في السنوات الست الماضية.
نزامبي ماتي Nzambi Matee هي مهندسة مدنية كينيا. حصلت على درجة البكالوريوس في الفيزياء التطبيقية من جامعة جومو كينياتا للزراعة والتكنولوجيا. عام 2017 تركت وظيفتها كمحللة بيانات وأسست شركة Gjenge Makers، التي تركز على تحويل صعوبة إعادة تدوير البلاستيك إلى طوب أقوى من الخرسانة.
تشغل الدكتورة ماري شانتال سيولينيانا حاليًا منصب محللة استشراف العلوم والتكنولوجيا في المجلس الوطني الرواندي للعلوم والتكنولوجيا (NCST). وتقوم بتحليل الاتجاهات الحالية والاحتياجات المستقبلية في العلوم والتكنولوجيا (S&T) وتقدم توصيات سياسية في هذا المجال. قبل الانضمام إلى المجلس الوطني للعلوم والتكنولوجيا، عملت الدكتورة سيولينيانا كمحاضرة في الفيزياء في كلية العلوم والتكنولوجيا بجامعة رواندا (UR-CST) من عام 2011 إلى عام 2021. ولا تزال تابعة لكلية العلوم والتكنولوجيا بجامعة رواندا كمحاضرة فخرية في قسم الفيزياء.

### وسط أفريقيا
تيريز إيزاي كيرونجوزي Therese Izay-Kirongozi هي مهندسة صناعية من الكونغو. درست في المعهد العالي للتقنيات التطبيقية. وهي معروفة كمبتكرة لروبوتات المرور البشرية التي تساعد في تنظيم المرور في كينشاسا، عاصمة جمهورية الكونغو الديمقراطية.
الدكتورة نجالولا موبينجا هي مهندسة كهربائية من الكونغو. حصلت على درجة البكالوريوس والماجستير والدكتوراه في الهندسة الكهربائية من جامعة توليدو. عام 2017 تم تعيينها من قبل رئيس جمهورية الكونغو الديمقراطية كعضو في مجلس إدارة شركة المرافق الكهربائية الوطنية في البلاد، Société Nationale d'Électricité.
Mbu Waindim هي سيدة من الكاميرون حصلت على شهادة المستوى المتقدم من كلية ساكير المعمدانية. ثم حصلت على درجة البكالوريوس في هندسة الطيران والعلوم الرياضية في عام 2012. بعد ذلك، حصلت على درجة الماجستير والدكتوراه من جامعة ولاية أوهايو في هندسة الطيران وأصبحت أول امرأة كاميرونية تفعل ذلك. عملت في وكالة ناسا وفي القوات الجوية للولايات المتحدة.[بحاجة لمصدر]

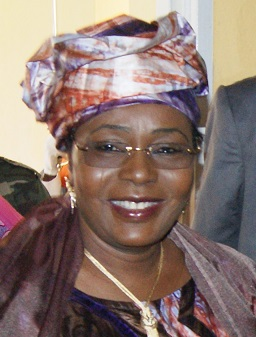
عائشة يوسفو محمدو

### جنوب قارة افريقيا
فيليسوا بويا Veliswa Boya هي واحدة من أوائل مهندسي السحابة في جنوب إفريقيا. تعمل كمدافعة أولى عن المطورين ومسؤولة عن علاقات المطورين في قطاع جنوب الصحراء الكبرى في إفريقيا في Amazon Web Services. تعمل مع المطورين في منطقة جنوب الصحراء الكبرى في إفريقيا وتستهدفهم - لمساعدة المنطقة على تطوير المزيد من المهندسين. تنبع خلفية بويا من مجالات مختلفة مثل الهندسة والعمارة والاستشارات والتحليل. لقد كتبت أول مستوى مشارك لها (مهندسة حلول) واجتازت جائزة مطورة على مستوى مشارك ثانية. حصلت على الفرصة عندما أقام بنك ستاندرد شراكة مع AWS، مما سمح لبويا بالمساعدة في كل شيء يتعلق بالسحابة، بما في ذلك الاستراتيجيات وتخطيط الهجرة وتصميم بنية السحابة.
مارست بافيليلي هلونجواBavelile Hlongwa الهندسة الكيميائية في جنوب إفريقيا وأصبحت نائبة وزير الموارد المعدنية والطاقة عام 2019. بالإضافة إلى مسيرتها المهنية في الهندسة، كانت نشطة في السياسة كعضو في المؤتمر الوطني الأفريقي. أصبحت عضوًا في الجمعية الوطنية لجنوب إفريقيا في عام 2019 واستمرت في خدمتها حتى وفاتها في وقت لاحق من ذلك العام.
هيلاري خان (1943–2007). ولدت ونشأت في جنوب أفريقيا ولكنها انتقلت إلى نيوكاسل بإنجلترا لبدء تعليمها الجامعي، تخرجت عام 1965 في مجال الحوسبة من جامعة نيوكاسل. تعلمت العمل مع حاسوب English Electric KDF9 ولغات البرمجة وعملت لاحقًا في جامعة مانشستر في مجال الكوبول والتصميم بمساعدة الكمبيوتر وهندسة البرمجيات، واستمرت في القيام بذلك لبقية حياتها المهنية، مما أدى إلى مشاركتها في تصميم نظام كمبيوتر مانشستر ‏ MU5. ترأست ايضا العديد من مشاريع البحث في التصميم بمساعدة الكمبيوتر ونمذجة المعلومات، وتوفيت عام 2007.
ولدت نادية موساجي Naadiya Moosajee في جنوب إفريقيا عام 1984 وحصلت على درجة البكالوريوس في الهندسة المدنية ودرجة الماجستير في هندسة النقل من جامعة كيب تاون. درست لاحقًا في جامعة إدنبرة، وحصلت على درجة الماجستير في إدارة الأعمال. تم تعيينها لتنسيق النقل لأعضاء VIP ووسائل الإعلام لكأس العالم لكرة القدم 2010. تم تعيينها كزميلة قيادة عالمية من قبل Youth Action Network وقضت السنوات القليلة التالية كمستشارة استراتيجية وتطوير في Pegasys. عام 2016، شاركت في تأسيس WomHub، وهي شركة مبتكرة تدعم مؤسسات الإناث عالية النمو في مجالات العلوم والتكنولوجيا والهندسة والرياضيات من خلال مختبرات Imagineering ومساحة العمل المشتركة والصندوق. تساهم WomHub في مستقبل تكنولوجي أكثر شمولاً من خلال تطوير الذكاء الاصطناعي والأمن السيبراني. في ذلك العام، شاركت في تمويل شركة Turkish Treasures، التي تمتلك العديد من المطاعم التركية الراقية في كيب تاون. وفي عام 2016 أيضًا، بدأت دورها في المنتدى الاقتصادي العالمي بصفتها مُشكِّلة عالمية.
دونا أوغست هي رائدة أعمال أفريقية، وخبيرة خيرية، وخبيرة حاسوب. أسست شركة فريش ووتر سوفتوير عام 1996، وهي شركة قدمت أدوات تساعدهم على تعزيز وجودهم على الإنترنت ([بحاجة لمصدر]). كانت الرئيس التنفيذي للشركة حتى باعتها عام 2000. درست في جامعة كاليفورنيا في بيركلي وحصلت على درجة البكالوريوس في الهندسة الكهربائية وعلوم الكمبيوتر. أصبحت أول امرأة أمريكية من أصل أفريقي في برنامج الدكتوراه في جامعة كارنيجي ميلون. تتمتع أوغست بخلفية في علوم الكمبيوتر ولديها العديد من المهن المتعلقة بالتكنولوجيا، فضلاً عن الأعمال الخيرية. أسست مؤسسة Leave a Little Room، التي توفر السكن والكهرباء والتطعيمات للأسر ذات الدخل المنخفض في جميع أنحاء العالم.

### غرب قارة افريقيا

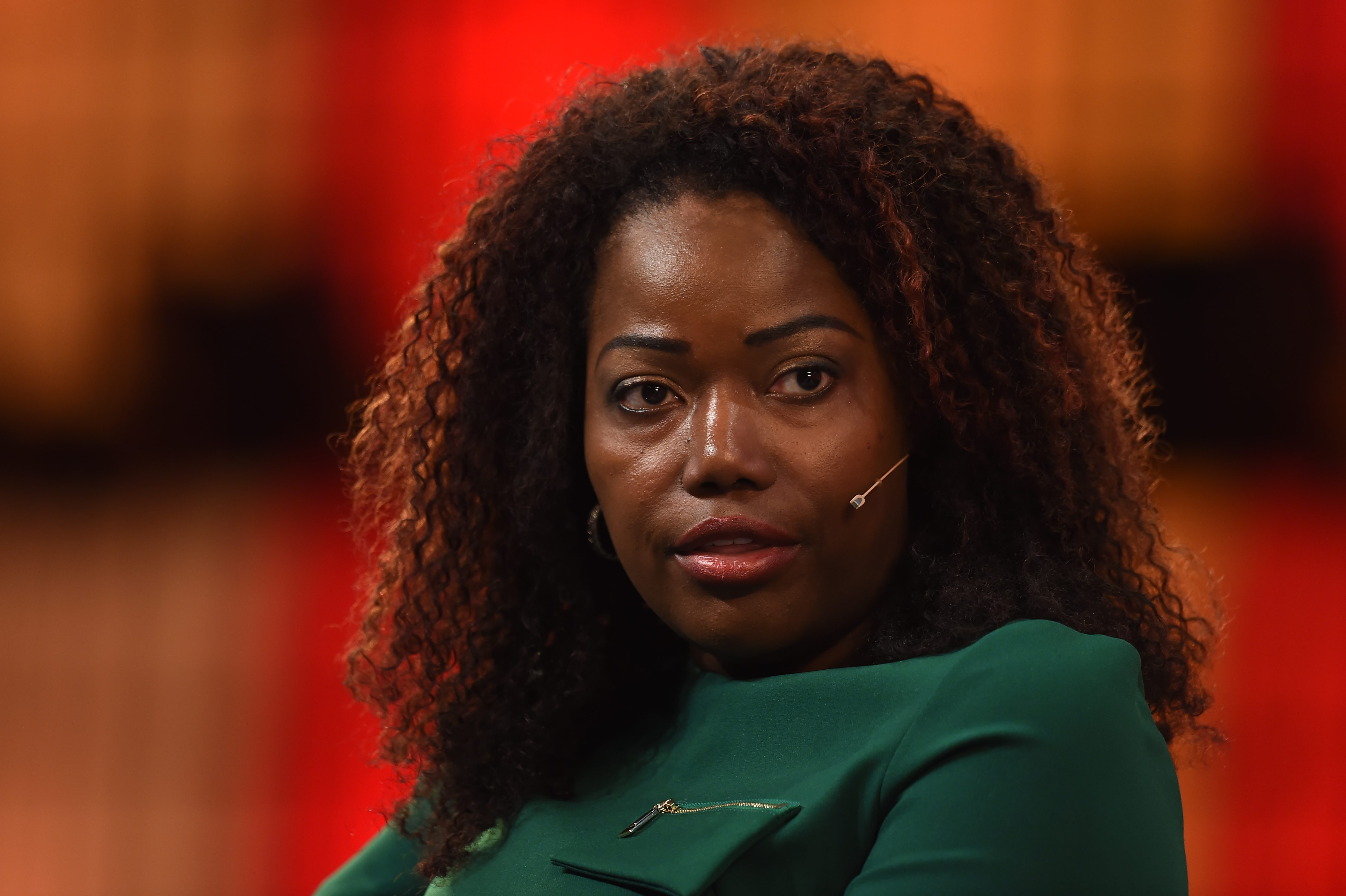
ماري سبيو

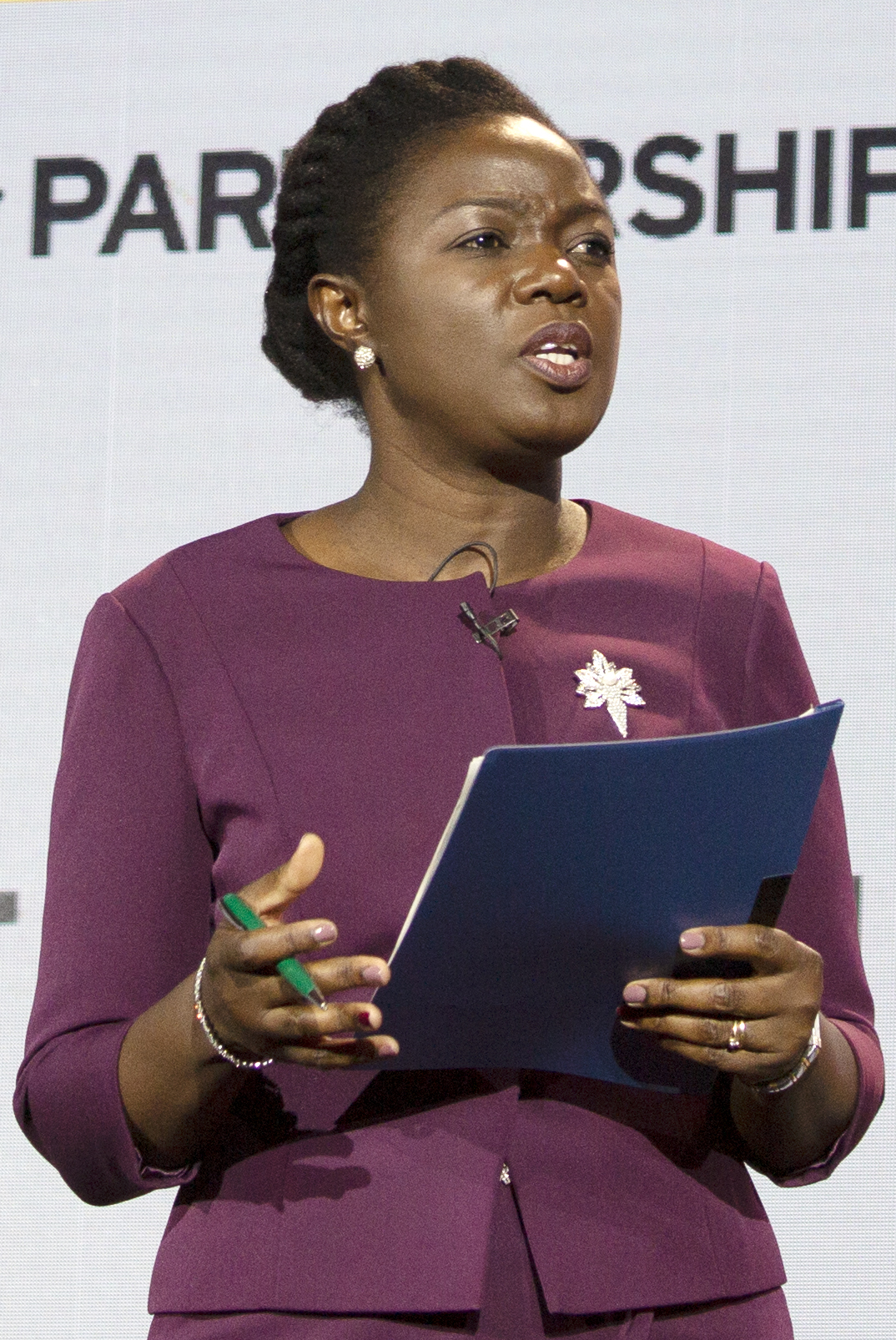
لوسي كويست

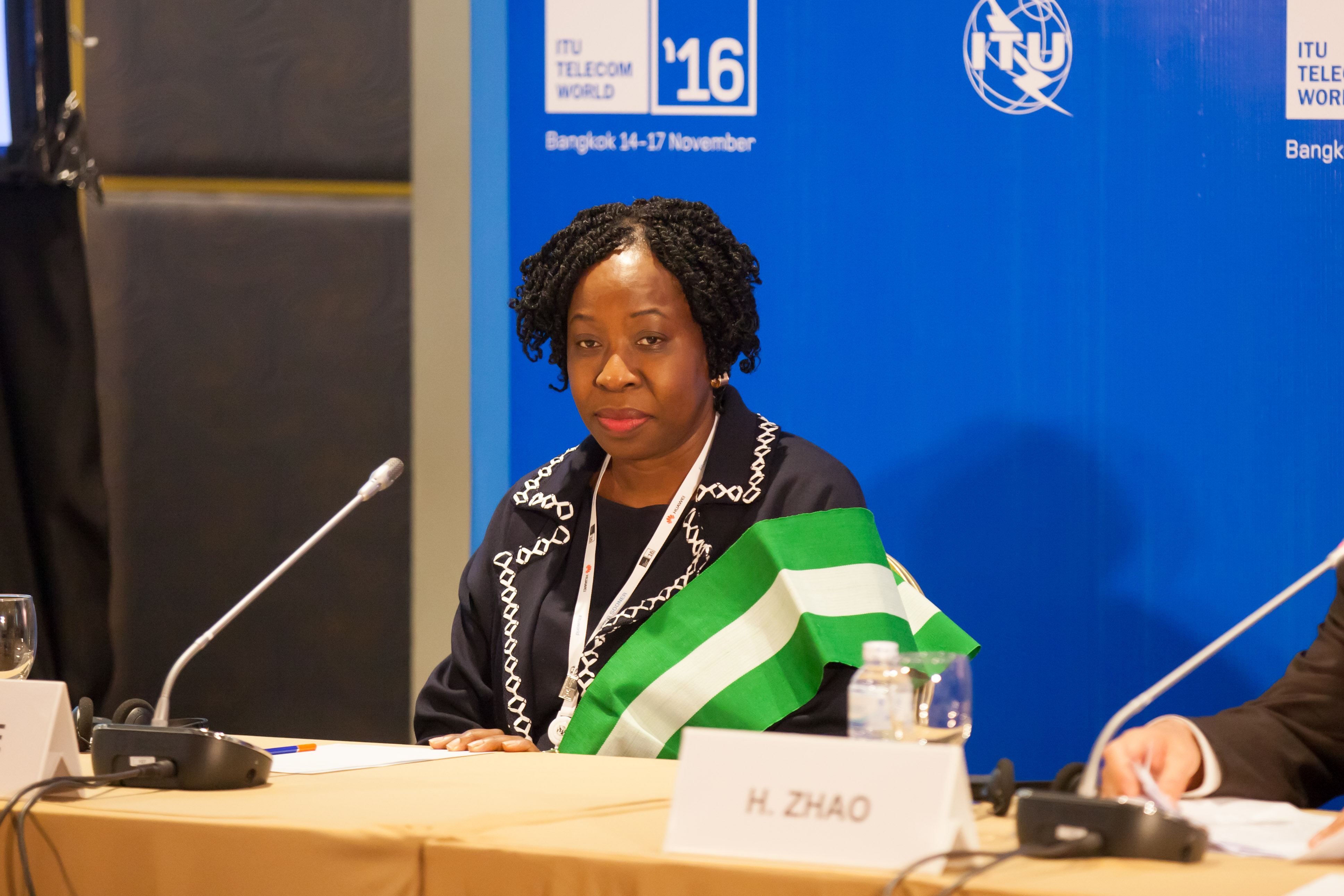
فونكي أوبيكي

ولدت ميلا أزيابل Mila Aziablé في توغو وهي أصغر وزيرة في الحكومة الجديدة. تم قبولها في جامعة لومي، الجامعة الوطنية للهندسة. حصلت على منحة دراسية لتميزها الأكاديمي، مما أدى إلى دراستها في المدرسة الوطنية للمهندسين في ميتز في فرنسا. حيث حصلت على شهادتها في الهندسة الميكانيكية. ثم تابعت الدراسة في الكلية الوطنية العليا للمناجم في باريس ودرست هندسة الغاز. عام 2018 بدأت الدراسة في معهد باريس للدراسات السياسية وحصلت على درجة الماجستير في سياسات التنمية والإدارة.
نديه تيكي نديه ديوبNdèye Tické Ndiaye Diop هي مهندسة وسياسية من السنغال. تتركز خلفيتها الهندسية حول التكنولوجيا المستخدمة في مصايد الأسماك. وقد مكنها هذا من بدء حياتها المهنية كأمين عام لوزارة مصايد الأسماك والاستمرار كرئيسة للوكالة الوطنية السنغالية للشؤون البحرية. وهي تشغل حاليًا منصب وزيرة الاقتصاد الرقمي والاتصالات في السنغال والمتحدثة باسم الحكومة. كما حصلت ديوب على جائزة Icone عام 2016 لمساهماتها كامرأة ناجحة في السنغال.
عيساتا يوسفو محمدو، السيدة الأولى في النيجر، هي مهندسة كيميائية نيجيرية وداعمة للرعاية الصحية. وهي واحدة من أوائل النساء النيجيريات اللواتي سعين إلى مجال الهندسة العلمية. حصلت على درجة في استكشاف المعادن وتطويرها من المدرسة الوطنية للجيولوجيا وحصلت على درجة الماجستير في الكيمياء من جامعة عبدو موموني.
أيوركور كورساه Ayorkor Korsah هي أستاذة من غانا في علوم الكمبيوتر والروبوتات في جامعة أشيسي. حصلت على درجة البكالوريوس في الهندسة وعلوم الكمبيوتر من كلية دارتموث ودكتوراه في الروبوتات والذكاء الاصطناعي من جامعة كارنيجي ميلون. وهي المؤسس المشارك لشبكة الروبوتات الأفريقية (AFRON) التي تقدم تحدي "تصميم روبوت بقيمة 10 دولارات". مع أعضاء من 25 دولة في جميع أنحاء أفريقيا، تتمثل مهمة AFRON في تعزيز التعاون المتعلق بتعليم الروبوتات والبحث في القارة.
فونكي أوبيكFunke Opeke هي مهندسة كهربائية من نيجيريا حصلت على درجتي البكالوريوس والماجستير من جامعة أوبافيمي أوولو وجامعة كولومبيا على التوالي. بعد تخرجها عملت في شركة فيريزون كوميونيكيشنز في قطاع تكنولوجيا المعلومات والاتصالات. تتمثل المساهمة الهندسية الأساسية لها بتأسيس OneMain Cable Company التي توفر خدمات الاتصالات وحلول الشبكات. قامت OneMain Cable Company ببناء أول كابل خاص مفتوح الوصول يمتد لمسافة 7000 كيلومتر ويربط البرتغال مع منطقة جنوب إفريقيا عبر اتصالات في العديد من شركات غرب إفريقيا، بما في ذلك نيجيريا.
لوسي كويستLucy Quist هي مهندسة كهربائية ومديرة تنفيذية للأعمال من أصل غاني-بريطاني. تخرجت من جامعة شرق لندن مع مرتبة الشرف الأولى في الهندسة الكهربائية والإلكترونية وحصلت على ماجستير إدارة الأعمال من المعهد الأوروبي لإدارة الأعمال في فرنسا. طوال حياتها المهنية، عملت كويست في شركة فورد موتور، وبنك رويال أوف سكوتلاند، وميليكوم إنترناشيونال سيلولار، وفودافون، وأيرتيل غانا. بالإضافة إلى ذلك، ساهمت في تأسيس كويست بلو دايموند، وشبكة النساء التنفيذيات، وفرش باي FreshPay، وهي خدمة دفع في جمهورية الكونغو الديمقراطية. تشغل كويست حاليًا منصب المدير الإداري في مورجان ستانلي وأصدرت مؤخرًا كتاب بعنوان "الوضع الطبيعي الجديد الجريء: خلق أفريقيا حيث يزدهر الجميع (2019)". بعض إنجازاتها تشمل تسميتها كجزء من: نساء القوة في هيئة الإذاعة البريطانية، والثامنة من الشخصيات العامة الأكثر تأثيرًا (تصنيفات وسائل التواصل الاجتماعي في غانا)، وأفضل 50 قائدة شركات في غانا (WomanRising)، والثامنة والخمسين من أكثر الأشخاص تأثيرًا في غانا، وجوائز الأكثر تأثيرًا في غانا (2016).

مناطق افريقيا

ماري سبيو Mary Spio هي مهندسة فضاء ورائدة أعمال من غانا. بعد ولادتها ونشأتها في غانا، حصلت على درجة البكالوريوس في الهندسة الكهربائية من جامعة سيراكيوز في نيويورك، ودرجة الماجستير في الهندسة الكهربائية من معهد جورجيا التقني. طوال حياتها المهنية، خدمت في القوات الجوية الأمريكية، وعملت في مشروع ناسا، وساهمت في ابتكارات لشركات مثل Microsoft Xbox، وأصبحت رئيسة أنظمة الأقمار الصناعية في بوينج. كما أسست شركتها الخاصة CEEK Virtual Reality بهدف جعل الواقع الافتراضي أكثر سهولة في الوصول إليه. يُعد سبيو أيضًا مؤلفًا مشهورًا له منشورات مثل "ليس علم الصواريخ: 7 سمات تغير قواعد اللعبة لتحقيق نجاح غير عادي".

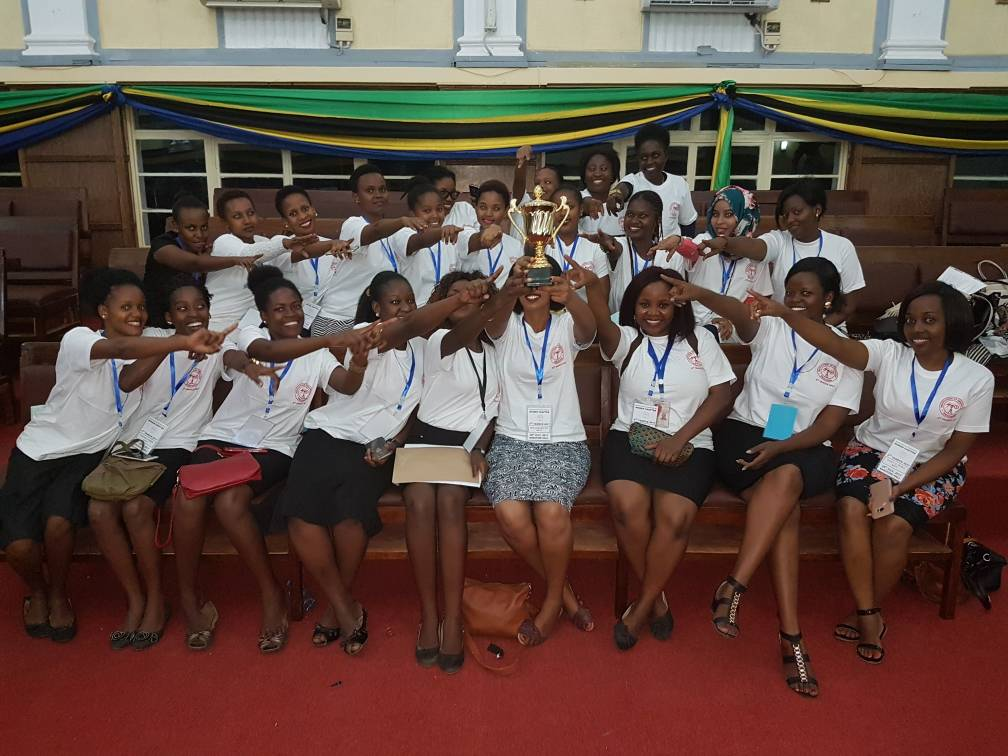
طالبات الدراسات العليا في الهندسة بكلية سانت جوزيف للهندسة والتكنولوجيا في تنزانيا

إلسي أكوسوا بيرا إيفاه كوفمان Elsie Akosua Biraa Effah Kaufmann FGA، FBSE، FGhIE، PE هي أكاديمية من غانا، ومديرة أكاديمية، ومهندسة طبية حيوية، ومضيفة حالية لاختبار العلوم والرياضيات الوطني. ولدت في 7 سبتمبر 1969 في غانا حيث بدأت تعليمها الثانوي في مدرسة أبوري الثانوية للبنات، وحصلت على دبلوم البكالوريا الدولية من كلية يونايتد وورلد أوف ذا أتلانتيك في ويلز عام 1988. ثم انتقلت إلى جامعة بنسلفانيا حيث حصلت على بكالوريوس العلوم في الهندسة، وماجستير العلوم في الهندسة، ودكتوراه في الهندسة الحيوية. كانت الأستاذة كوفمان مشرفة بحثية في قسم الكيمياء بجامعة روتجرز في نيوجيرسي، الولايات المتحدة الأمريكية من مايو 1998 إلى يونيو 2001 وعملت أيضًا كمساعد تدريس في قسم الهندسة الحيوية بجامعة بنسلفانيا. انتقلت بعد ذلك إلى جامعة غانا (2006-2012، 2014-2016) حيث عملت كمحاضر أول وأول رئيس لقسم الهندسة الطبية الحيوية. إلسي إفاه كوفمان هي باحثة زائرة ورئيسة مؤسسة لقسم تقويم العظام والأطراف الصناعية في جامعة الصحة والعلوم المتحالفة في هو، غانا. وبصرف النظر عن ذلك، فهي عضو مجلس الجامعة في جامعة غانا لتكنولوجيا الاتصالات وتعمل أيضًا في مجلس مؤسسة الموهوبين الأفارقة في غانا (الأكاديمية الأفريقية للعلوم) وكذلك المدرسة البريطانية الدولية في غانا. إلسي أكوسوا بيرا إفاه كوفمان هي أول امرأة يتم تعيينها عميدة لكلية علوم الهندسة بجامعة غانا، وتولت المنصب في 1 أغسطس 2022. كانت ضمن عدد من الأعضاء الذين أسسوا كلية علوم الهندسة. تشغل حاليًا منصب رئيس جمعية مهندسي الطب الحيوي في غانا، ناهيك عن مدى سعادتها كمضيفة حالية لواحدة من المسابقات الأكاديمية العزيزة في غانا، وهي مسابقة العلوم والرياضيات الوطنية.

## المنظمات المهنية
| المنظمة                                         | الدولة                 |
| ----------------------------------------------- | ---------------------- |
| المرأة الأفريقية في العلوم والهندسة             | كينيا، تنزانيا، أوغندا |
| رابطة المهندسات المحترفات في نيجيريا (APWEN)    | نيجيريا                |
| رابطة النساء في جنوب أفريقيا في العلوم والهندسة | جنوب أفريقيا           |
| المرأة في الهندسة                               | جنوب أفريقيا           |
| مركز المرأة                                     | جنوب أفريقيا           |
| وكالة الاتحاد الأفريقي للتنمية                  | جنوب أفريقيا           |